# Panjalinan
Panjalinan is een bestuurslaag in het regentschap Bangkalan van de provincie Oost-Java, Indonesië. Panjalinan telt 1428 inwoners (volkstelling 2010).